# Palm Shores
Palm Shores – miasto w Stanach Zjednoczonych, w stanie Floryda, w hrabstwie Brevard.